# Boicot del Congrés Internacional de Matemàtics de 2022
Després d'anunciar que Sant Petersburg, Rússia, seria l'organitzador del Congrés Internacional de Matemàtics de 2022, diversos matemàtics i no matemàtics publicaren un lloc web amb la intenció de boicotejar l'organització del Congrés a Rússia. Més tard, la detenció d'Azat Miftakhov i la invasió russa d'Ucraïna del 2022 van ser el motiu principal del boicot.
El lloc web va emetre un comunicat en què els matemàtics podien signar la cancel·lació de l'esdeveniment. La Unió Matemàtica Internacional no va respondre fins al 2020.

## Fons
París i Sant Petersburg van ser els dos candidats a l'organització del Congrés Internacional de Matemàtics de 2022. El 2018, Sant Petersburg va celebrar la Copa del Món de la FIFA 2018. Des del 2014, Rússia estava en guerra juntament amb Ucraïna. L'Olimpíada Internacional de Matemàtiques de 2020 i l'Olimpíada Internacional de Matemàtiques de 2021 es van celebrar a Rússia com a part de l'estratègia russa per atraure matemàtics a Rússia el 2022.

## Història
El boicot va començar després que Sant Petersburg fos escollit el dia 29 de juliol de 2018 com a organitzador del Congrés Internacional de Matemàtics de 2022, durant l'Assemblea General de la Unió Matemàtica Internacional de 2018 a São Paulo, Brasil.
El setembre de 2018 es va crear la pàgina web ICM 2022 Boycott.
El 8 de novembre de 2018, Ami Radunskaya, presidenta de l'Associació per a Dones en Matemàtiques, va enviar una carta al Comitè Organitzador del Congrés Internacional de Matemàtiques, demanant-los que replantessin la seva elecció de Sant Petersburg, Rússia, un lloc insegur per a la comunitat LGBTQ.

El 31 de març de 2019, Carlos Kenig, president de la Unió Matemàtica Internacional, va escriure als organitzadors del boicot:
La Unió Matemàtica Internacional [sic] està profundament preocupada per les violacions dels drets humans a tot el món i per qualsevol obstrucció a la llibertat acadèmica. Tanmateix, la Unió Matemàtica Internacional [sic] és força restrictiva pel que fa a la seva pròpia participació en qualsevol qüestió domèstica en particular. La majoria de les violacions dels drets humans no es limiten a les matemàtiques, i hem trobat més efectiu demanar a l'ISC […] que actuï en qüestions d'aquesta naturalesa.
El 29 d'abril de 2019, la professora Daya Reddy, presidenta del Consell Internacional per a la Ciència (i presidenta del Comitè per a la Llibertat i la Responsabilitat en la Ciència), va respondre a la carta del president de la Unió Matemàtica Internacional sobre els casos Azat Miftakhov i Pavlo Hryb. Ella va dir:
L'International Science Council ha considerat la informació disponible sobre aquests dos estudiants, i considera que els seus casos no estan directament relacionats amb la seva disciplina científica ni amb la seva recerca científica. […] L'ISC no dona suport a aquest boicot.
El març de 2020, la pandèmia de COVID-19 va arribar a Rússia. El Congrés Europeu de Matemàtiques 2020 va haver de ser ajornat i la Unió Matemàtica Internacional va analitzar la pandèmia de la COVID-19 a Rússia per decidir el lloc del Congrés.
El 2020, el cas d'Azat Miftakhov es va fer notori. Scientific American va publicar un article d'opinió titulat Quan els científics es converteixen en dissidents polítics, escrit per Ahmed Abbes, Michel Broué, Chandler Davis, Adrien Deloro, Ivar Ekeland, Michael Harris i Masha Vlasenko. El novembre de 2020, la Societat Matemàtica de França va emetre una declaració sobre el cas de Miftakhov.
El 5 de gener de 2021, Jill Pipher, presidenta de la Societat Americana de Matemàtiques, va escriure una carta al tribunal Golovinsky de Moscou, on s'anunciaria el veredicte a Azat Miftakhov. Després del veredicte, diversos matemàtics van escriure una carta oberta.
Vladímir Putin va felicitar l'equip rus a l'Olimpíada Internacional de Matemàtiques de 2021, recordant el lloc del Congrés:
L'èxit del vostre equip és una recompensa important i merescuda pels vostres anys de treball dur i persistent i el talent i la devoció desinteressada dels vostres mentors. Per descomptat, és especial que una victòria tan gran i inspiradora tingués lloc abans del Congrés Internacional de Matemàtics, que se celebrarà a Sant Petersburg l'any vinent.
Pocs mesos després, el primer ministre de Rússia, Mikhail Mishustin, va plantejar un problema de matemàtiques a l'inici del curs 2021/22, així com va recordar que durant el 2022 se celebrarà el Congrés Internacional de Matemàtics a Sant Petersburg.
Just abans de la invasió, un grup de ponents del ple va demanar a la Unió Matemàtica Internacional que "elaborés i anunciï plans de contingència" en cas de guerra.
Després de la invasió russa d'Ucraïna del 2022, diverses societats matemàtiques d'arreu del món com Espanya, Brasil, Anglaterra, França, Italia, Canadà, Polònia, Lituània, Suècia, Austràlia i Europa es va unir al boicot.
Com a resultat, la Unió Matemàtica Internacional va prendre la següent decisió:
1. L'Assemblea General de l'IMU i el Congrés Internacional de Matemàtics [sic] es realitzaran sense cap contribució financera del govern rus.
2. Cap funcionari o representant del govern rus formarà part de l'organització o activitats del Congrés Internacional de Matemàtics [sic].
3. Tots els matemàtics són benvinguts a participar en les activitats del Congrés Internacional de Matemàtics [sic].
4. Les conferències satèl·lits del Congrés Internacional de Matemàtics [sic] estan i sempre han estat fora de l'àmbit de l'IMU.

La pàgina icm2022.org es dirigirà a la web de la Unió Matemàtica Internacional i el compte de Twitter del Congrés va dir:
Condemnem la bogeria, la injustícia i la irreversibilitat de la guerra que amenaça l'existència mateixa de la humanitat. Tot i que les nostres pèrdues no es poden comparar amb les pèrdues i el sofriment de milions de persones a Ucraïna, estem devastats de veure arruïnats tots els nostres somnis i tot el nostre treball de molts anys. Els objectius pels quals hem treballat no podien estar més lluny de l'horror que està passant i dels responsables. Tot i així, enmig de les ruïnes dels nostres somnis, ens sentim amb un deute insuperable que pot trigar molt més que la vida de la nostra generació a ser perdonat.

La mort de la matemàtica ucraïnesa Iúlia Zdanovska el 2022 a la batalla de Khàrkiv (2022) es va discutir durant el Congrés. La medallista Fields 2022 ucraïnesa Maryna Viazovska va dir:
Recentment, he fet algunes lectures en honor a la Iúlia. […] Els meus professors de la Universitat de Kíiv també eren els seus professors. La Júlia era una dona amb llum. […] Quan moren persones tan joves, penses, quin sentit té fer matemàtiques si moren joves.
Algunes persones diran que el boicot del Congrés (i l'impacte de la invasió russa d'Ucraïna del 2022 a les matemàtiques) seran el motiu pel qual Maryna va obtenir la Medalla Fields. Dies abans del Congrés la revista Nature va parlar del problema de gènere a les Medalles Fields, fet que també es va deixar caure.
Moltes persones, com el bloc La Ciencia de la Mula Francis, van encertar les prediccions a la Medalla Fields.
El juliol de 2018 es creà la pàgina ICM 2022 Boycott que recollia firmes per al boicot del Congrès.

## Raons
El lloc web i algunes persones van presentar motius per boicotejar el Congrés:

### Violació dels drets humans a Rússia
L'índex de democràcia considera que Rússia és un estat autoritari. El famós inventor dels invariants de nusos Víctor Vassiliev va ser detingut el 2014 durant una protesta pacífica en suport dels acusats del cas de la plaça Bolotnaya. La detenció d'Azat Miftakhov el 2019 també va ser un motiu important per boicotejar el Congrés.
La manca de drets humans a Rússia i els drets LGBT també va ser un motiu del boicot al Congrés a Rússia.

### Agressivitat cap a altres països
Al febrer i març de 2014, les tropes militars russes van envair i annexionar la península de Crimea des d'Ucraïna.

### Invasió russa d'Ucraïna del 2022
La invasió russa d'Ucraïna serà la darrera causa del boicot. El compte de Twitter @UkrainianMath va aparèixer per aquest motiu.

## Resposta
El Comitè Organitzador Local del Congrés va dir:
Nosaltres, el Comitè Organitzador Local, estem creant un Congrés Internacional de Matemàtics [sic] on tothom se sentirà benvingut i respectat, independentment del gènere, ètnia, nacionalitat, orientació sexual, estatus social o econòmic, religió o qualsevol altra creença o costum personal, o trets.

## Opinions
Les signatures famoses a favor del boicot van ser de Masha Vlasenko, Svetlana Katok, Ahmed Abbes, Terence Gaffney...

El matemàtic rus-americà i divulgador de matemàtiques Edward Frenkel, va dir:
Estic horroritzat que el Comitè Executiu de la Unió Matemàtica Internacional hagi trigat tant a cancel·lar el Congrés presencial a Rússia aquest estiu", va dir Frenkel en un correu electrònic. "Aquesta decisió s'ha d'haver pres immediatament després que comencés la invasió russa d'Ucraïna.
El matemàtic rus Anatoly Vershik va escriure en una carta titulada De quina banda esteu, matemàtics?:
L'any 2017, quan diversos dels meus amics matemàtics van començar a discutir amb entusiasme la possibilitat de celebrar el Congrés Internacional de Matemàtics de 2022 a Sant Petersburg, vaig expressar repetidament la meva opinió que era una mala idea i que un país que recentment (el 2014) havia comès una error monstruós a instàncies de la seva direcció, i havia estat duent a terme una política exterior i interior manifestament perillosa, no s'aturaria aquí i aniria més enllà en aquest camí. En aquell moment, és clar, no m'imaginava que arribaria a una guerra absoluta.
El grup de matemàtics Nicolas Bourbaki s'adherirà al boicot.

## Conseqüències
Després que la Unió Matemàtica Internacional decidís organitzar el Congrés de 2022 en línia a causa de la invasió russa d'Ucraïna del 2022, els matemàtics ucraïnesos van dir: "Desafortunadament, aquesta decisió correcta no es va prendre abans de la invasió a gran escala de les tropes russes al nostre país".
Alguns dels partidaris del boicot també es van preocupar per la decisió de celebrar una sessió virtual del Congrés a Jerusalem, la Setmana de la Dinàmica a Jerusalem.
Alguns dels organitzadors de l'esdeveniment, com Martin Hairer o Terence Tao, van organitzar l'esdeveniment de manera virtual, i aquesta va ser la manera com es va celebrar el congrés. Les xerrades es van fer en format virtual, i els premis es van lliurar a Finlàndia.
Alguns matemàtics també es van mostrar en contra de la decisió de celebrar el Congrés en línia.